# Méthode de saisie
Pour les articles homonymes, voir IME.

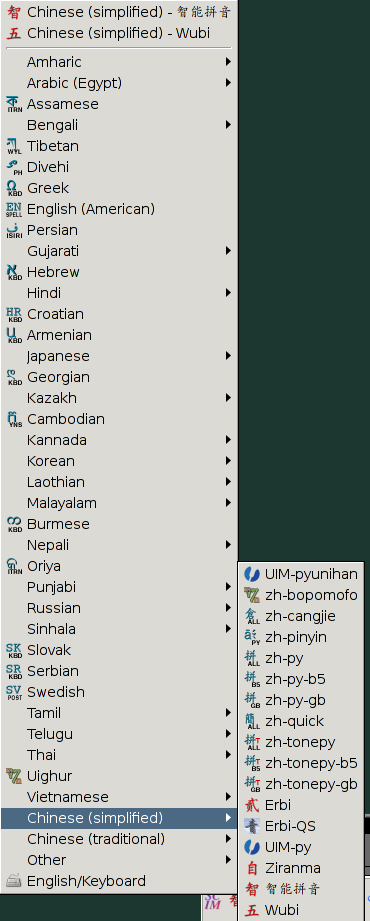
Quelques-unes des méthodes de saisie gérées par le logiciel libre SCIM utilisé dans l'environnement X Window System

Une méthode de saisie, également méthode d'entrée (de l'anglais : input method), est un programme ou un composant d'un système d'exploitation qui permet aux utilisateurs d'un ordinateur de saisir des caractères complexes et des symboles, tels que les caractères chinois, l'alphabet coréen, les systèmes d'écriture japonais, vietnamien (méthode Telex) ou de langues d'origine indienne (sanskrit, tamoul, tibétain, etc.), à l'aide d'un clavier occidental classique.
Le terme anglais input method est utilisé dans certains contextes (Mac OS, BeOS, X Window System, terminal texte Unix).
Microsoft utilise d'autres noms : le sigle IME (pour input method editor) est plutôt employé dans le contexte de Microsoft Windows et FEP pour MS-DOS.
XIM est une infrastructure pour les méthodes de saisie sous X Window System.